# Kalkähren
Kalkähren ist ein Ortsteil der baden-württembergischen Gemeinde Kressbronn am Bodensee im Bodenseekreis in Deutschland.

## Geographie

### Lage
Der Ortsteil Kalkähren liegt etwa anderthalb Kilometer nördlich der Kressbronner Ortsmitte zwischen den anderen Ortsteilen Betznau im Nordwesten, Berg im Nordosten und der Bundesstraße 31 im Süden auf einer Höhe von rund 425 m ü. NHN.
Zu Kalkähren gehören die Flurstücke Betzhofer Halde und Beund.

### Schutzgebiete
Östlich sind zwei auf Kalkähren verweisende Biotope ausgezeichnet:
- „Teichvegetation südöstlich Kalkähren“, 346 Quadratmeter
- „Feuchtgebietskomplex südöstlich Kalkähren“, 3255 Quadratmeter

Das Feuchtgebiet ist Quellgebiet des Prozessgrabens, der, wenige Meter vor dessen Mündung in den Bodensee, in den Nonnenbach mündet.

## Geschichte

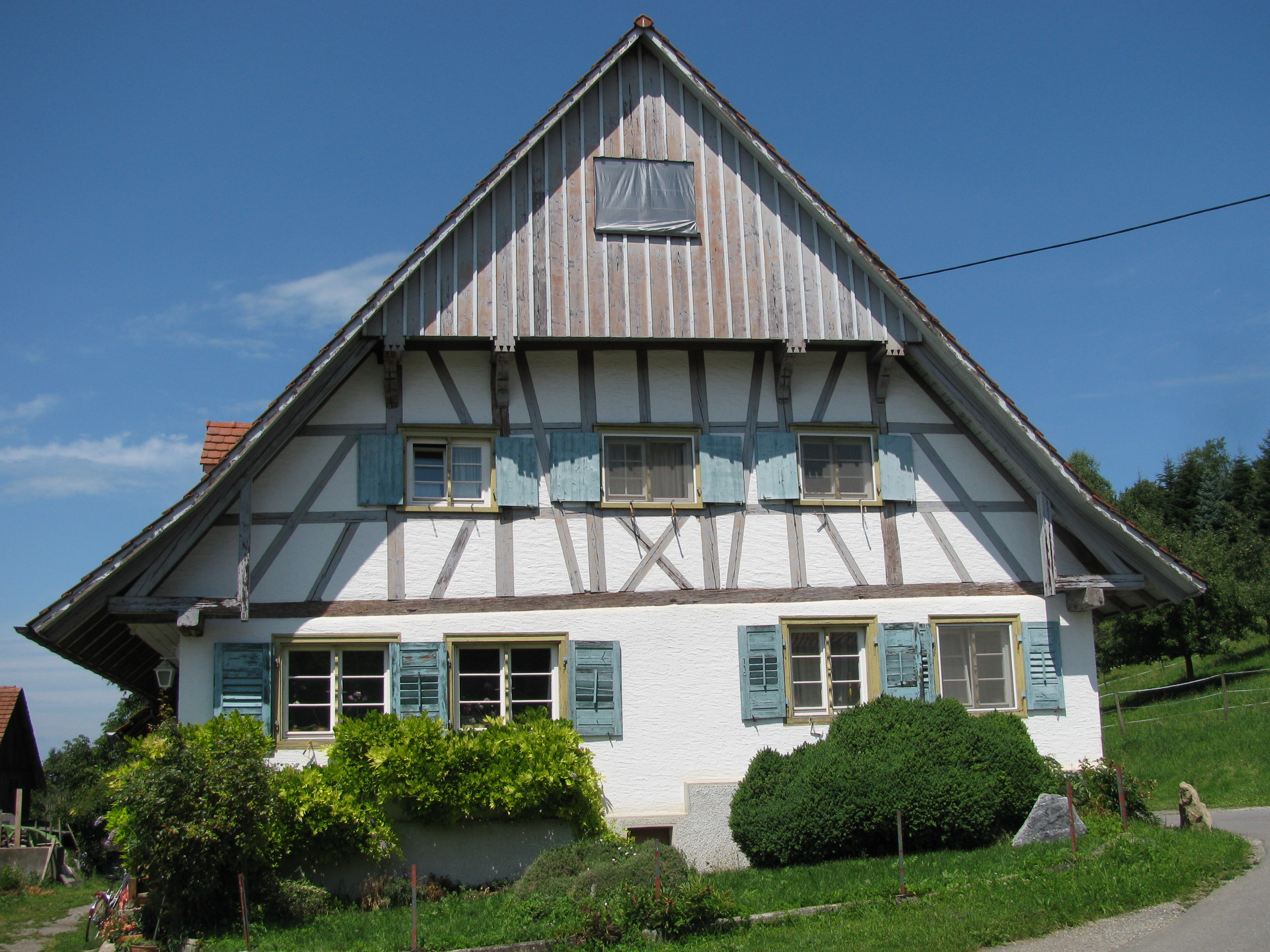
„Haus Madlener“

Bis 1934 gehörte der Weiler Kalkähren zur Gemeinde Hemigkofen, aus der dann, zusammen mit der Gemeinde Nonnenbach, die heutige Gemeinde Kressbronn entstand.

## Sehenswürdigkeiten
In Kalkähren ist durch das Landesdenkmalamt Baden-Württemberg ein Kulturdenkmal ausgezeichnet: das Anfang des 19. Jahrhunderts erbaute, sogenannte „Haus Madlener“ (siehe Bild).

## Persönlichkeiten
- Elmar Kuhn (* 1944), deutscher Heimatforscher und Autor